# Sorbischer Rundfunk

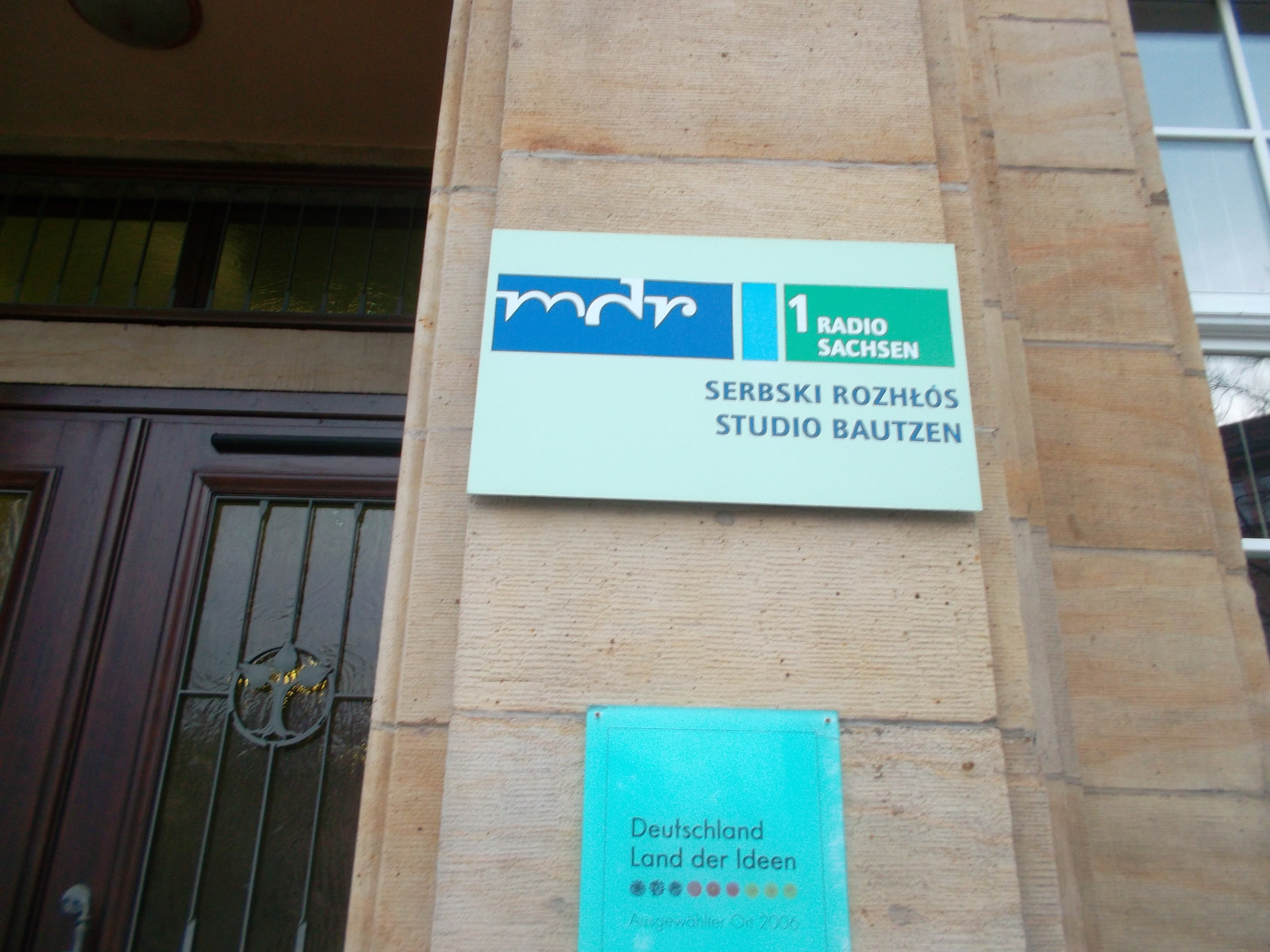
Estudios regionales de Serbski rozhłós en Bautzen.

Sorbischer Rundfunk (en bajo sórabo: Serbski rozgłos, en alto sorabo: Serbski rozhłós, es decir Radio Soraba) es el nombre que reciben las emisiones de Mitteldeutscher Rundfunk (MDR) y Rundfunk Berlin-Brandenburg (RBB) en las dos variantes estándar de la lengua soraba.

## Historia
Ya en los años 1920 y 1930 hubo los primeros intentos, aunque esporádicos, por sorabos como Bjarnat Krawc, de emitir programas en sorabo en la radio alemana. En los archivos musicales de los estudios de Bautzen hay una grabación de voz incompleta, producida probablemente por la Mitteldeutscher Rundfunk AG Leipzig en el año 1928.
En los años 1946-1947 Radio Checoslovaquia emitió desde Praga varios programas en sorabo impulsados por el Consejo Nacional Sorabo. El primer programa de radio en sorabo en suelo alemán se emitió el 14 de octubre de 1948. A instancia de Pawoł Nedo, entonces presidente de Domowina, se comenzó a emitir desde esa fecha y con periodicidad quincenal un programa de 15 minutos en bajo sorabo desde la emisora de Dresde (algunos desde Leipzig) y desde 1953 desde Potsdam. No obstante, la respuesta de los oyentes fue escasa debido a los cambios constantes de horas de emisión y frecuencias.
De nuevo a petición de Domowina, el 22 de marzo de 1953 la Comisión Estatal de Radiodifusión de la República Democrática Alemana creó un estudio de radio en sorabo con sede en Görlitz. Aunque situado fuera de la zona de habla soraba, estaba bien equipado con medios técnicos. El jefe del estudio era Klaus Hemmo, de Krauschwitz, el único periodista de origen sorabo de la Radio de la RDA. Su personal no tenía titulación de periodismo, ni existía un archivo de cintas de música o de voz, de modo que se tuvo que crear sobre la marcha. El tiempo de emisión en los primeros años fue de 70 minutos a la semana, y se emitía por el transmisor de onda media de Reichenbach.
Las emisiones de los estudios de Görlitz funcionaron inicialmente casi exclusivamente en alto sorabo. A partir 1955 se introdujeron esporádicamente emisiones en bajo sorabo, y a partir del 1 de abril de 1956 se amplió el tiempo de emisión semanal a 90 minutos, de los cuales 20 minutos eran en bajo sorabo.
El 31 de diciembre de 1956 se disuelve el Sorbische Studio beim Staatlichen Rundfunkkomitee (Estudio Sorabo en el Comité de la Radio Estatal) y es sucedido por la Sorbische Redaktion (Redacción Soraba) de Radio DDR, emisora de Cottbus. Los programas del Sorbischen Studio Bautzen (en alto sorabo) y los de la redacción de Cottbus (en bajo sorabo) eran radiados desde el transmisor de Groß Zeißig, en Hoyerswerda. No se hicieron programas religiosos hasta 1988, poco antes de la caída del muro de Berlín.
La reunificación alemana supuso profundos cambios en el panorama radiofónico de la antigua RDA. La nueva emisora regional Sachsen Radio heredó en agosto de 1990 las emisiones en sorabo. El 1 de enero de 1992 nacieron las nuevas empresas públicas de radiodifusión. Así, la redacción en alto sorabo pasó a pertenecer a la Mitteldeutscher Rundfunk (MDR) y la redacción en bajo sorabo a la Ostdeutscher Rundfunk Brandenburg (ORB).
El 19 de abril de 1992 se emite por primera vez en ORB el magacín en bajo sorabo Łužyca, y en 2001 comienza a emitir en MDR Fernsehen el magacín en alto sorabo Wuhladko.

## Radio

Logo de la versión de MDR

Logo de la versión de RBB

Los programas en bajo sorabo de la RBB reciben la denominación de Bramborske Serbske Radijo (Radio Soraba Brandeburgo) y transmiten desde los estudios de Cottbus. Los programas en alto sorabo de la MDR se denominan Serbski Rozhłós (Radio Soraba) y se transmiten desde los estudios de Bautzen.

### Tiempo de emisión
Los programas en sorabo no se emiten todo el día, sólo unas pocas horas al día. Se emiten en los siguientes horarios:
- De lunes a viernes de 5 a 9 horas - Programa matinal de la MDR
- De lunes a viernes de 12 a 13 horas - Programas de la RBB 
  - Lunes: Łužyca cora a źinsa
  - Martes: Muzika – rad słyšana
  - Miércoles: Magacin k połudnju
  - Jueves: Łužyske impresije
  - Viernes: Muzika a porucenja
- De lunes a viernes de 19 a 20 horas - Programas de la RBB
  - Repetición del programa de las 12 horas
  - Primer jueves del mes a las 12.10 - Magacín juvenil Bubak
- Lunes de 20 a 22 horas - Magacín juvenil Radio Satkula de la MDR
- Sábado de 6 a 10 horas - Magacín matinal de la MDR
- Domingos y festivos de 11 a 12:30 - Programa familiar de la MDR
- Domingos y festivos de 12:30 a 14 horas - Programa familiar de la RBB

## Recepción
| Frecuencia                          | Lugar de emisión | ERP       | Emisora                                                |
| ----------------------------------- | ---------------- | --------- | ------------------------------------------------------ |
| 93,4 MHz                            | Cottbus/Calau    | 30 kW     | Inforadio                                              |
| 100,4 MHz                           | Hoyerswerda      | 30 kW     | MDR 1 Radio Sachsen (con programa regional en Bautzen) |
| 185,360MHz, Kanal 6C, DAB+, 88 kbps | Leipzig          | 10 kW     | MDR 1 Radio Sachsen                                    |
| 201,072MHz, Kanal 8D, DAB+, 88 kbps | Chemnitz         | 8 kW      | MDR 1 Radio Sachsen                                    |
| 206,352MHz, Kanal 9C, DAB+, 88 kbps | Dresde, Löbau    | 10 - 8 kW | MDR 1 Radio Sachsen                                    |

## Televisión
MDR y RBB emiten sus propios programas de televisión en sorabo a través del satélite SES Astra. Los primeros sábados del mes, MDR Fernsehen emite de 11:30 a 11:55 el magacín Wuhladko en desconexión para Sajonia, que es repetido el martes siguiente a las 5:50 y en la RBB el segundo sábado del mes de 13:30 a 14:00. 
RBB Fernsehen emite el magacín Łužyca el tercer sábado del mes de 14:00 a 14:30, que se repite la noche del martes siguiente, y también en la MDR (para Sajonia) el cuarto sábado del mes a las 12:20.